# Squamidium mexicanum
Squamidium mexicanum là một loài Rêu trong họ Meteoriaceae. Loài này được (Mitt.) Broth. mô tả khoa học đầu tiên năm 1925.